# P/2023 V6 (PANSTARRS)
Pour les articles homonymes, voir Comète PANSTARRS.
P/2023 V6 (PANSTARRS) est une comète périodique qui a été découverte par Pan-STARRS 1 le 8 novembre 2023.
Elle est, de façon transitoire, coorbitale de Jupiter. C'est seulement le deuxième objet connu de ce type, le premier étant P/2019 LD2 (ATLAS).
Bien que leurs orbites actuelles soient similaires, P/2023 V6 (PANSTARRS) est 15 fois moins active (en termes de Afρ à la même distance héliocentrique) que P/2019 LD2 (ATLAS) et que la plupart des comètes de la famille de Jupiter.
P/2023 V6 (PANSTARRS) est coorbitale de Jupiter entre 2020 et 2044, ce qui est deux fois long que pour P/2019 LD2 (ATLAS). Cependant, contrairement à cette dernière, P/2023 V6 (PANSTARRS) ne deviendra pas une comète de la famille de Jupiter à court terme.